# Eulophus aepulo
Eulophus aepulo är en stekelart som beskrevs av Walker 1839. Eulophus aepulo ingår i släktet Eulophus och familjen finglanssteklar. Inga underarter finns listade i Catalogue of Life.